# Get Up Offa That Thing (singolo)
Get Up Offa That Thing è un brano musicale funk eseguito da James Brown. Venne pubblicato in due parti su singolo (la B-side, intitolata Release the Pressure, è la continuazione della stessa canzone) dalla Polydor Records nel maggio 1976. Negli Stati Uniti il singolo raggiunse la quarta posizione nella classifica R&B e la numero 45 nella Billboard Hot 100. Grazie al riscontro avuto, la canzone divenne il maggiore successo di Brown in classifica della fine degli anni settanta. Il testo del brano esorta gli ascoltatori: «Get up offa that thing / and dance 'til you feel better». A causa dei suoi problemi con il fisco, James Brown accreditò i diritti d'autore del pezzo a sua moglie Deidre e alle loro figlie Deanna e Yamma Brown.

## Descrizione
Secondo Brown, l'ispirazione per Get Up Offa That Thing gli arrivò durante un concerto dal vivo a Fort Lauderdale: «Il pubblico si stava sedendo, cercando di fare una cosa sofisticata, ascoltando il funk. Una delle band più "tirate" che avessero mai sentito in vita loro, e stavano seduti. Avevo lavorato sodo e mi ero disidratato e mi sentivo depresso. Ho guardato tutte quelle persone sedute lì e, poiché ero depresso, sembravano depresse anche loro. Allora ho urlato: "Alzatevi da quella cosa e ballate finché non vi sentite meglio!". Probabilmente intendevo dire fino a quando "io" non mi sentirò meglio».

### Registrazione
Get Up Offa That Thing fu registrata dal vivo in studio in sole due take, con l'accompagnamento della band The J.B.'s.
In seguito, Brown ri-registrò Get Up Offa That Thing per la colonna sonora del film Doctor Detroit. Egli eseguì il pezzo anche durante la sua apparizione speciale nel film. Altre esecuzioni dal vivo della canzone sono state incluse negli album Hot on the One, Live in New York, Live at Chastain Park e Live at the Apollo 1995.

## Tracce
1. Get Up Offa That Thing - 4:11
2. Release the Pressure - 5:27

## Formazione
- James Brown – voce solista

The J.B.'s
- Russell Crimes – tromba
- Holly Ferris – trombone
- St. Clair Pinckney – sax tenore
- Peyton Johnson – sax tenore
- Joe Poff Jr. - sax alto
- Jimmy Nolen – chitarra
- Robert Lee Coleman – chitarra
- Charles Sherrell – clavinet
- Melvin Parker – batteria
- Will Lee – basso[5]

## Classifiche
| Classifica (1976)                    | Posizione |
| ------------------------------------ | --------- |
| U.S. Billboard Hot 100               | 45        |
| U.S. Billboard National Disco Top 40 | 19        |
| U.S. Billboard Hot Soul Singles      | 4         |